# DQ Herculis
DQ Herculis eller Nova Herculis 1934 var en långsam nova i stjärnbilden  Herkules. Novan upptäcktes den 13 december 1934 av den brittiske amatörastronomen John Philip Manning Prentice. Den nådde magnitud +1,3 i maximum och förblev synlig för blotta ögat ett flertal månader.
DQ Herculis är prototypen för variabler av typen DQ Herculis-variabler. Stjärnan är numera av magnitud +18.

## Följeslagare
DQ Herculis är en förmörkelsevariabel som består av en röd och en vit dvärg,  men som också kan ha en tredje komponent på ungefär 20 solmassor.Det var Dai & Qian (2009) som föreslog ett tredje objekt för att förklara de förändringar i dvärgnovasystemets (en U Geminorum-variabel) omloppstid som observerats. Om det tredje objektet bekräftas, rör det sig förmodligen om en brun dvärg.

## I populärkulturen
DQ Herculis var en av förra århundradets ljusstarkaste novor på stjärnhimlen. Förutom vetenskapliga artiklar rönte den därför också en del övrig uppmärksamhet.
Brad Ricca, en brittisk professor vid Case Western Reserve University har föreslagit att Nova Herculis inspirerat till originalhistorien i Stålmannen.